# Strade provinciali in Italia
Le strade provinciali in Italia (sigla SP) sono strade di proprietà del demanio in gestione a province o città metropolitane (esistono tuttavia strade numerate come SP, ma non gestite dalla provincia come ad esempio la tangenziale di Limena (SP 47)).
Prima dell'entrata in vigore del nuovo codice della Strada (decreto legislativo n° 285 del 30 aprile 1992), la classificazione a provinciale di una strada doveva avvenire per decreto del ministro dei lavori pubblici; questo negli anni ha reso le medesime procedure troppo centralizzate e quindi più lente e difficoltose, finché il nuovo codice della strada non ha assegnata la competenza alle regioni (il Veneto ha però ulteriormente devoluto le competenze di classificazione e declassificazione alle province stesse).
Nella Provincia autonoma di Bolzano, le strade provinciali sono localizzate con la parola Landesstraße. La denominazione generalmente utilizzata è "Landesstraße - Strada Provinciale" o, in breve, "LS SP".
Nella regione Valle d'Aosta non sono presenti strade provinciali, in quanto la regione non possiede province. Un esempio è la SP50 del Colle del Nivolet, che cessa di essere una strada provinciale quando entra in territorio valdostano.

## Classificazioni tecniche
Strada provinciale è una classificazione amministrativa. Le SP possono essere classificate tecnicamente come strade extraurbane principali (di tipo B), strade extraurbane secondarie (tipo C) oppure come strade locali extraurbane (tipo F).
Se attraversano centri abitati con popolazione superiore ai 10 000 abitanti, sono strade di competenza comunale e quindi urbane (tipo D e E). Se attraversano centri o nuclei abitati con popolazione pari o inferiore ai 10 000 abitanti, sono urbane (tipo D, E o F), ma la competenza è della provincia.

## Definizioni legali

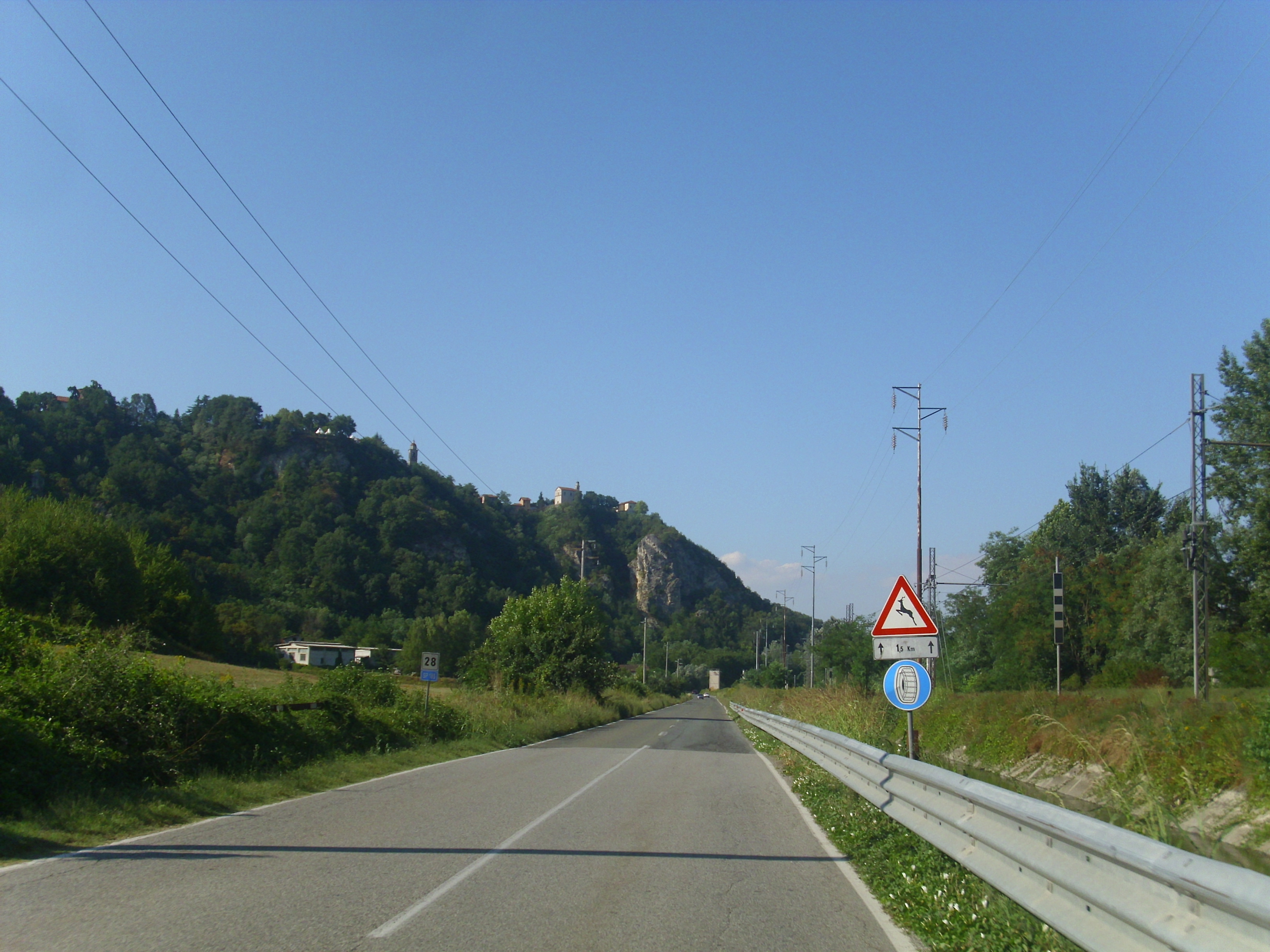
Vista di Rocca Grimalda (AL) dalla SP 185.

Secondo una più estesa descrizione fornita dalla legge sulle Strade Pubbliche del 1958, le strade provinciali erano strade che:
b) allacciano alla rete statale e provinciale i capoluoghi di comuni particolarmente importanti per popolazione o perché sede di notevoli industrie o perché centri di intensa attività commerciale o perché centri climatici o turistici di notevole importanza;

c) allacciano capoluoghi di provincia o di comuni ai più vicini aeroporti, stazioni ferroviarie, porti marittimi, lacuali o fluviali;

d) costituiscono diretti e importanti collegamenti fra strade provinciali, o sono riconosciute necessarie per la valorizzazione di importanti attività agricole»
(Legge n° 126 del 12 febbraio 1958, articolo 4)
diventata, col nuovo Codice della strada:
(Codice della Strada)

## Riferimenti normativi
- Allegato F, titolo II, della legge 20 marzo 1865, n. 2248